# 藤野恵音
藤野 恵音（ふじの けいお、2003年8月23日 - ）は、福岡県北九州市出身のプロ野球選手（内野手・育成選手）。右投右打。福岡ソフトバンクホークス所属。

## 経歴

### プロ入り前
北九州市立徳力小学校2年の時に軟式野球の徳力パワーズで投手と遊撃手として野球を始める。北九州市立守恒中学校ではシニアリーグの小倉リトルシニアに所属し、2年の時に台北市で行われた国際青少年野球選手権にリトルシニア九州連盟代表として出場している。
強豪私学からの誘いもあったが、地元の進学校である福岡県立戸畑高等学校に進む。入学直後の1年春から二塁手としてベンチ入りし、1年秋からは「1番・遊撃手」のレギュラーを務め核弾頭としてチームを牽引。3年春の県大会はベスト4進出。3年夏の県大会は準々決勝で優勝した西日本短大附属に敗れ、甲子園出場はならなかった。高校通算本塁打は16本。
2021年10月11日に行われたプロ野球ドラフト会議において育成ドラフト1位で指名され、当初は育成指名の場合は大学進学を希望していたが、球団関係者との面談を経て入団を決意し、11月1日に支度金300万、年俸360万（金額は推定）で入団に合意した。背番号は122。

### プロ入り後
2022年、二軍公式戦に2試合出場。三軍戦では95試合に出場し、打率.254、2本塁打、21打点、16盗塁を記録する。
2023年、4月2日のオリックス・バファローズとの二軍公式戦では本塁打を放つも、右脇腹の肉離れと診断され復帰は7月となった。二軍公式戦2試合に出場。三軍・四軍戦では、97試合に出場し、打率.298、1本塁打、37打点、30盗塁の成績を残す。
11月25日から4年ぶりに台湾で開催された2023アジアウインターベースボールリーグのNPB RED選抜に選出され、17試合に出場し、打率.304、4打点、6盗塁を記録する。
2024年はファーム非公式戦（三軍・四軍）で107試合に出場し、打率.294、4本塁打という成績だったが、二軍戦出場はなかった。

## 選手としての特徴
50m走6.0秒、右打者ながら一塁への到達タイムが最速3.75秒、遠投100mと、俊足強肩が魅力の大型遊撃手。

## 人物
2024年9月下旬、当時四軍監督だった斉藤和巳から「支配下になろうとする姿勢が見られない。それなら、二軍には呼ばれない」と苦言を呈された。それ以来、アップやランニングなどにおいて、意識を高く練習に励むようになったという。同年の秋季キャンプ中、練習態度が改善されたのを見て、斉藤から「変わったな」という言葉をもらった。

## 詳細情報

### 背番号
- 122（2022年[9] - ）

### 登場曲
- 「僕の生きがい」ヘッドフォンの中の世界（2022年）
- 「創り話」どば師匠（2022年）
- 「レイクレ」どば師匠（2023年 - ）
- 「にじいろ」絢香（2023年 - ）